# Crossodactylodes
Crossodactylodes es un género de anfibios anuros de la familia Leptodactylidae. Se distribuyen por la selva atlántica de Brasil, viviendo en las bromelias.

## Lista de especies
Se reconocen las 7 siguientes según ASW:
- Crossodactylodes alairi Santos, Gehara, Oswald, Ferreira, Santos, Garcia, Zamudio, Haddad & Magalhães, 2025[2]
- Crossodactylodes bokermanni Peixoto, 1983.
- Crossodactylodes itambe Barata, Santos, Leite & Garcia, 2013.[3]
- Crossodactylodes izecksohni Peixoto, 1983.
- Crossodactylodes pintoi Cochran, 1938.
- Crossodactylodes septentrionalis Teixeira, Recoder, Amaro, Damasceno, Cassimiro & Rodrigues, 2013.[4]
- Crossodactylodes serranegra Santos, Pinheiro, Garcia, Griffiths, Haddad & Barata, 2023.[5]